# Waldgeflüster
Waldgeflüster ist eine 2005 von Jan „Winterherz“ van Berlekom als Soloprojekt gegründete Metal-Band aus Bayern, die seit 2009 bei Black Blood Records, dem Sublabel von Einheit Produktionen, unter Vertrag steht. Seit ihrem Auftritt auf dem Summer Breeze 2014 fungiert Waldgeflüster als komplette Band.

## Geschichte
Gegründet wurde das Projekt 2005 im niederösterreichischen Sankt Pölten von Winterherz, dem Sänger und Gitarristen der Death-Metal-Band Scarcross, da er bei der Band keine Verbindung zum Black Metal sah. Im Dezember 2005 startete der Sänger mit den Aufnahmen zu seiner ersten Demo-CD, wobei er neben zwei Gitarren auch einen Drumcomputer verwendete.
2006 wurde das Demo Stimmen im Wind über Irminsul Records produziert und veröffentlicht.
2007 stießen mit Alex Lechner (E-Gitarre) und Gleb (Schlagzeug) zwei Musiker zur Live-Besetzung hinzu, so dass auch Konzerte möglich wurden. Später stieß mit Noctar ein zweiter Gitarrist zur Live-Besetzung hinzu. Bisher spielte Waldgeflüster in Österreich (in St. Pölten und Wien), Deutschland (u. a. in Berlin, Rosenheim und Ingolstadt) und auf dem Dunkelheit Festival im tschechischen Brünn. Die Pagan-Metal-Band Helfahrt ist hierbei ein sporadischer Live-Partner.
2009 erschien das Album Herbstklagen bei Black Blood Records. Kurz nach der Veröffentlichung von Herbstklagen war Winterherz dabei, Lieder für das neue Album aufzunehmen. Darüber hinaus hat sich das Live-Line up Waldgeflüsters verändert und besteht nun zum größten Teil aus den Mitgliedern von Scarcross. Am 27. Mai 2011 erschien mit Femundsmarka: Eine Reise in drei Kapiteln das zweite Studioalbum über Black Blood Records. Inzwischen ist Winterherz' Bruder P. zu dem Projekt gestoßen. Wie das Debütalbum Herbstklagen ist auch Femundsmarka ein reines Konzeptalbum. Es beinhaltet die Erfahrungen der beiden Musiker, die sie während ihrer Trekking-Reise durch Norwegen gemacht haben.
Zwischen 2008 und 2010 gab die Band Konzerte mit bekannten Bands aus dem Pagan- beziehungsweise dem Black Metal, wie Helfahrt, Finsterforst, Kampfar, Negură Bunget, Heidevolk und Odroerir.
2011 zog Winterherz nach Bayern zurück, womit die Basis der Band seitdem vor allem in Deutschland besteht.
Im April 2012 spielte Waldgeflüster erstmals auf dem Ragnarök-Festival. Am 8. Juli 2012 spielte Waldgeflüster erstmals in Italien. Der Auftritt fand in Retorbido statt. Tags zuvor spielte die Band zum ersten Mal in Nizza, Frankreich. Am 24. September spielte die Band mit Der Weg einer Freiheit in München. Am 29. August 2013 gab Winterherz auf seinem Facebook-Profil bekannt, dass das Projekt an seinem dritten Studioalbum arbeite. Als Gast-Schlagzeuger konnte Tobias Schuler von Der Weg einer Freiheit gewonnen werden. Auch wurde bekanntgegeben, dass weitere Gastmusiker zu hören sein sollen. Zwischenzeitlich unterschrieb Waldgeflüster einen Vertrag mit Bindrune Recordings, welche das dritte Album der Band in Nordamerika vertrieben. Meine Fesseln erschien schließlich am 10. Januar 2014. Die Gruppe spielte 2014 erstmals auf dem Summer Breeze in Dinkelsbühl. Kurz vor dem Auftritt kündigte Winterherz an, aus dem Projekt eine Band geformt zu haben mit welcher er längerfristig zusammenarbeiten will.

## Stil
Waldgeflüster verbindet melodische Black-Metal-Einflüsse mit vereinzelten akustischen und folkloristischen Passagen. Im Gegensatz zum traditionellen Black Metal handeln die Texte allerdings nicht vom Satanismus, sondern von Natur und germanischer Mythologie, weswegen die Band oft auch dem Pagan Metal zugeordnet wird. Winterherz ist ein Kritiker der Pagan-Metal-Szene. Er ist der Meinung, dass Heidentum mehr sei, als Odin oder Methorn. Es gehe hauptsächlich um Spiritualität und den Respekt sowie die Achtung vor der Natur.
Die Texte werden von Jan van Berlekom selbst geschrieben. In einem Interview sagte er, dass die Texte aus seinen Gedanken kommen und seine Gefühle widerspiegeln sollen. Er selbst beschreibt den Musikstil als „Emotional Black Metal“.
Nils Herzog von Musikreviews.de beschreibt die CD als „ideologiefreie, melancholisch-düstere Ode an die Natur“. Erik von metal.de schreibt, Waldgeflüster spiele „wunderschönen atmosphärischen Black Metal, der mit seiner episch-romantischen Art das Erbe von Klassikern wie Ulvers Debütalbum ‚Bergtatt‘ überzeugend weiterführt“.
Winterherz, der Gründer des Projektes, ist strikt gegen eine rechtsextreme Haltung in der Musikszene und ist der Überzeugung, dass Musik keinen „Führer“ braucht.
Der deutsche Online-Retailstore EMP beschreibt den Stil Waldgeflüsters als „melancholischen Black Metal, einen individuellen Mix aus schwarzmetallischen und naturverbundenen Inhalten für Fans von Hel, Empyrium und auch von Horn“.

## Rezeption
Nachdem das Debütalbum bereits große Resonanz in den Online-Medien erreichen konnte (Kritiken unter anderem von Vampster und Powermetal.de) erreichte auch das Folgewerk Femundsmarka, welches Ende Mai 2011 über Black Blood erschien größeres mediales Interesse. Der Rock-Hard-Redakteur Björn Thorsten Jaschinski bewertete Femundsmarka mit 8 von 10 möglichen Punkten. Weitere Kritiken finden sich bei Sheol Magazine, Metal.de, Metalglory, Necroweb, Stormbringer.at, Schwermetall.ch und dem Amboss Mag. Das Redaktionsteam des Legacy wählten Femundsmarka auf Platz 25 in ihrem Soundcheck und landete damit vor Gruppen wie Suicide Silence, Battlecross, Norther und Marienbad.
Die Kleinbrauerei HammerHeart Brewing Company nannte ein Bier nach dem Debütalbum Herbstklagen.

Bandmitglieder beim Free & Easy Festival 2014
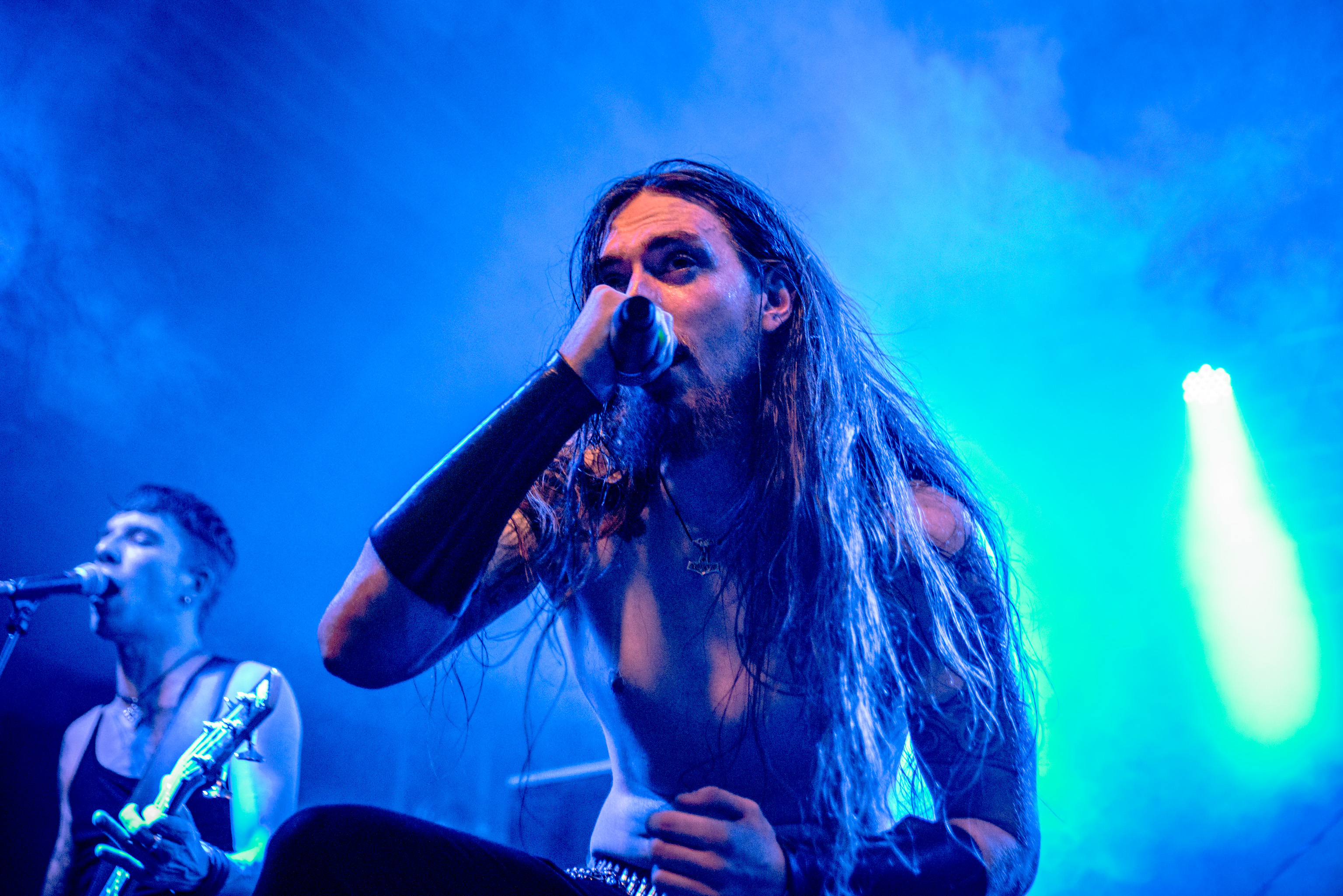
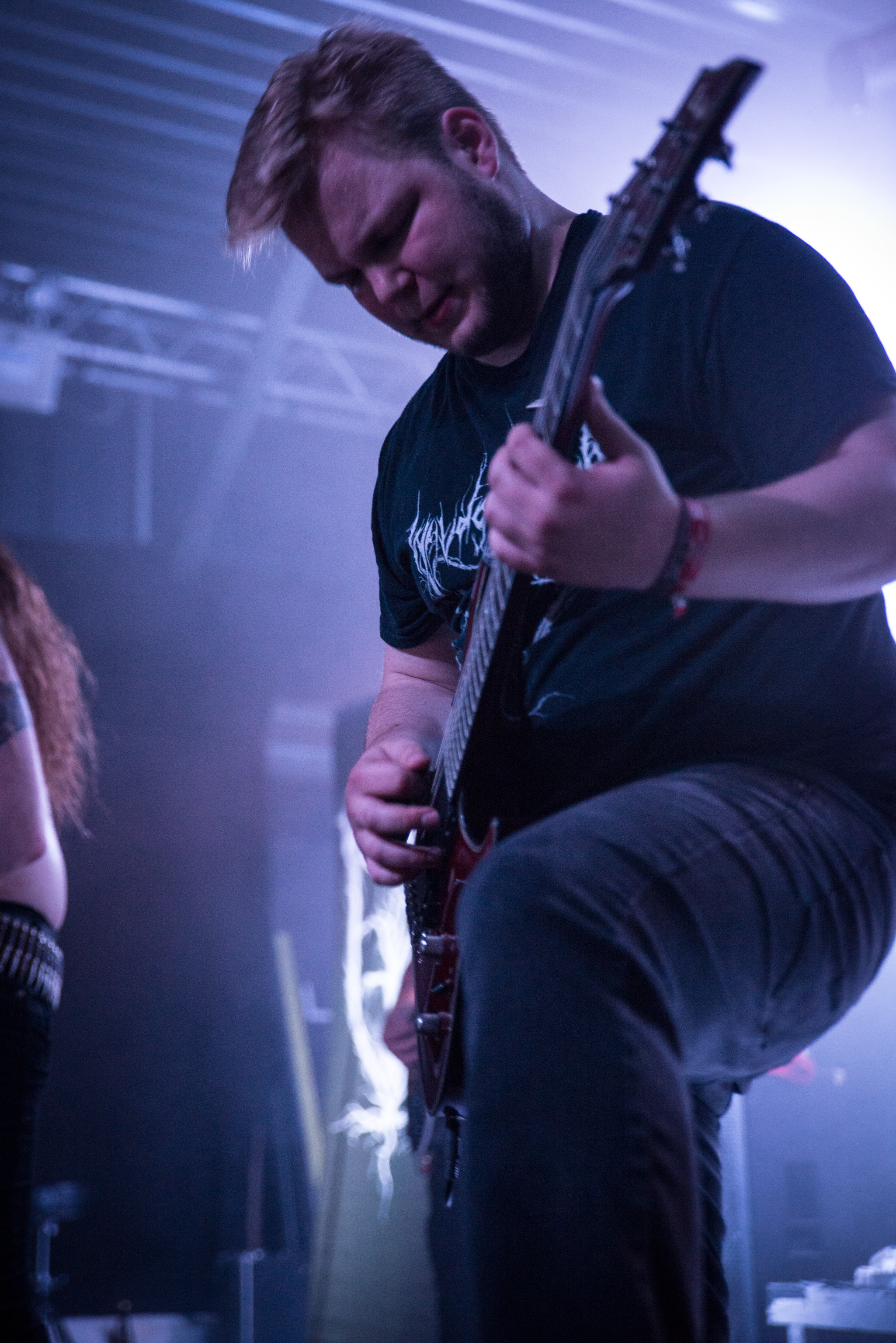
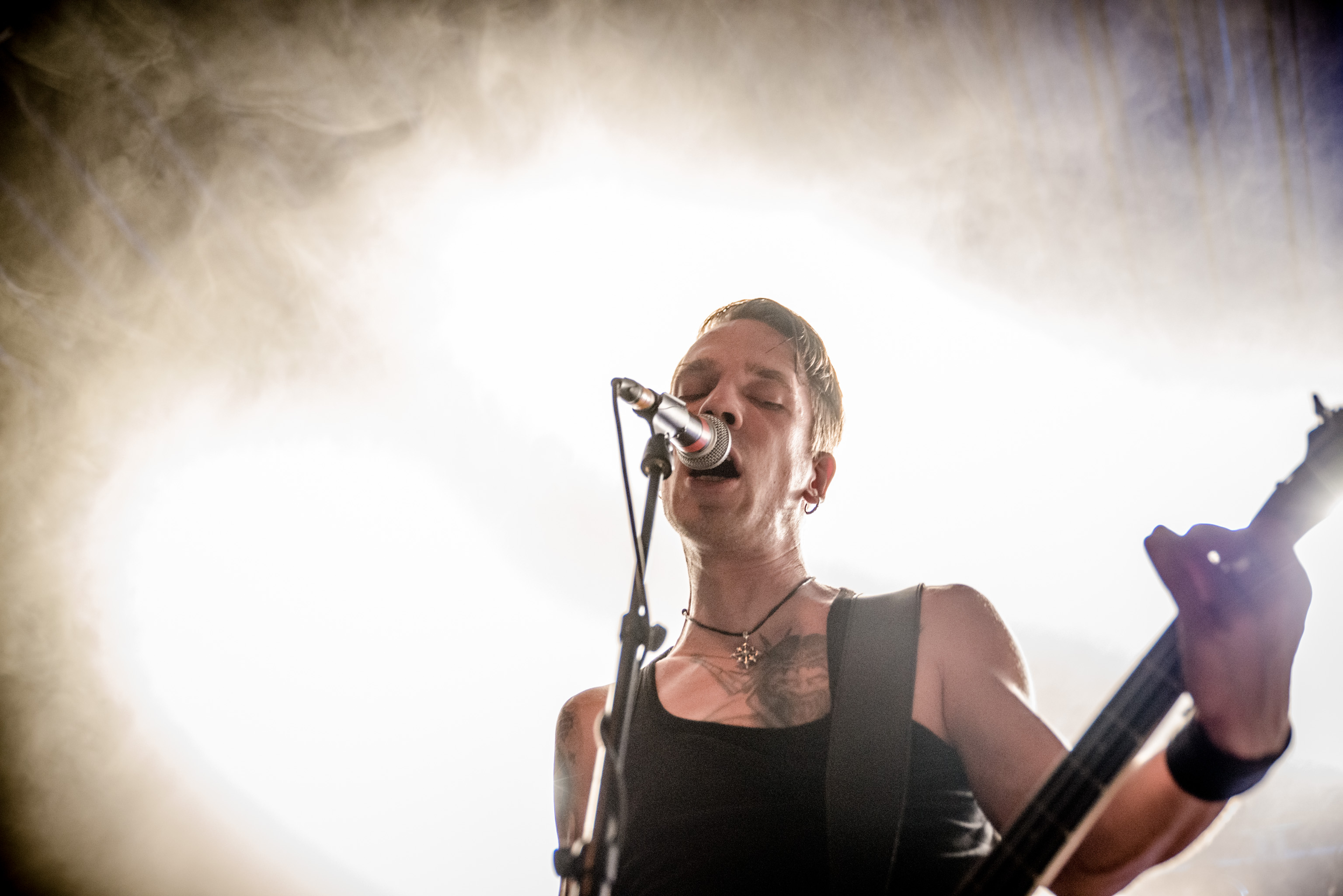
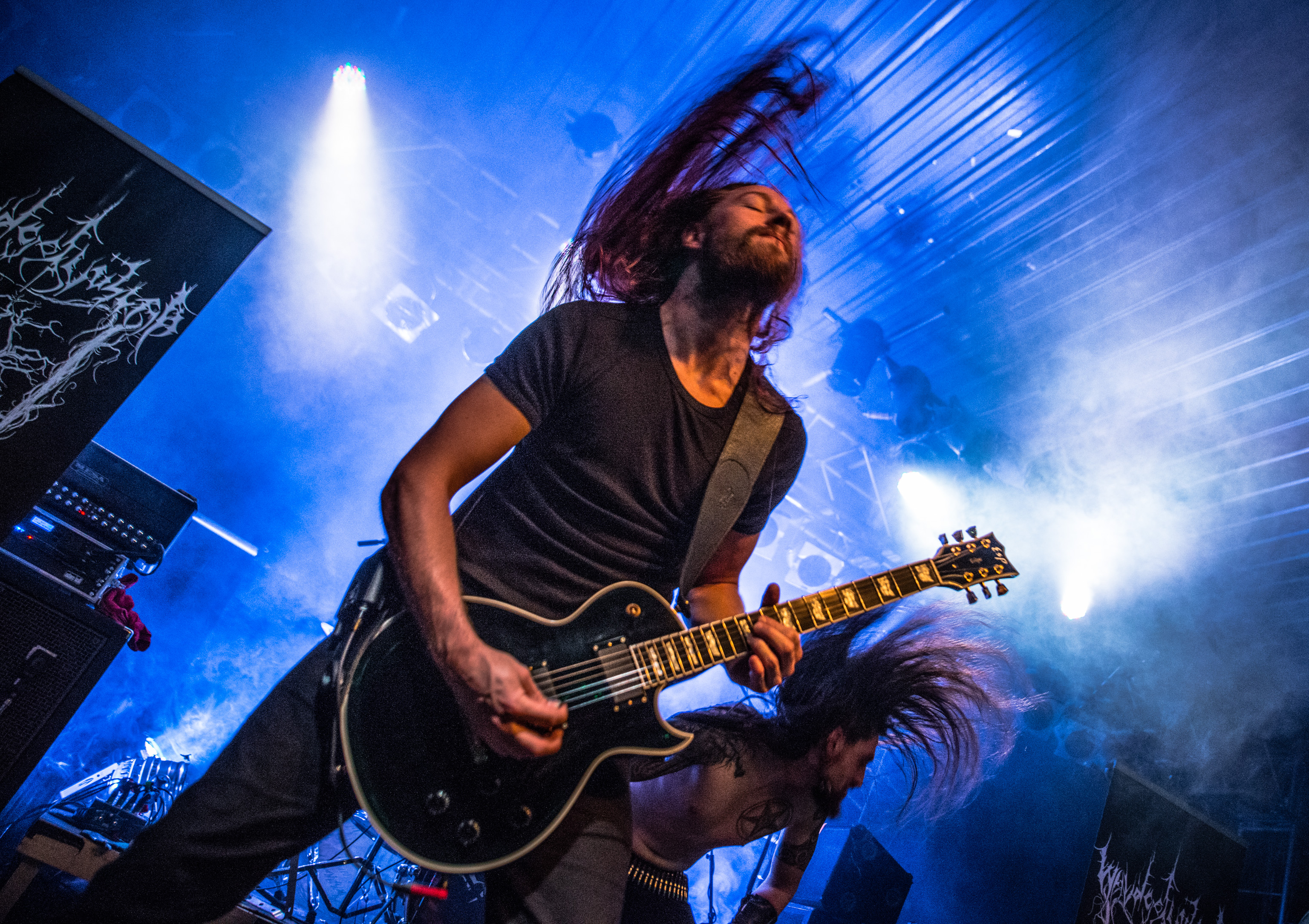

## Diskografie
- 2006: Stimmen im Wind (Demo, MC; Irminsul Records)
- 2009: Herbstklagen (Album, CD/MC; Black Blood Records / Einheit Produktionen[16])
- 2011: Femundsmarka – Eine Reise in drei Kapitel (Album, CD/2xLP; Black Blood Records / Einheit Produktionen) LP-Veröffentlichung über Bindrune Recordings, 2015.
- 2014: Meine Fesseln (Album, CD/FLAC; Black Blood Records / Einheit Produktionen) US-Vertrieb über Bindrune Recordings.
- 2016: Traumschänder / Håkan's Song (Split-EP mit Panopticon, CD/LP; Nordvis Produktion / Bindrune Recordings)
- 2016: Ruinen (Album, CD/2xLP/FLAC; Nordvis Produktion) US-Vertrieb über Bindrune Recordings.
- 2019: Mondscheinsonaten (Album, 2xLP; Nordvis Produktion)
- 2020: Stimmen im Wind 2020 (Album, CD; Nordvis Produktion) Neuaufnahme der Demo aus dem Jahre 2006.
- 2021: Dahoam (Album, CD/2xLP; AOP Records)
- 2023: Unter Bronzenen Kronen (EP, LP; AOP Records)

Beiträge auf Kompilationen (Auswahl)
- 2007: Wotan Sang auf Kältetod Legion Gemeinschaftstonträger #1 (MC; Wolfsgrimm Records)
- 2011: Kapitel III: Fichtenhain auf Sound in Autumn Woods Vol. 1 (CD; Black Blood Records / Einheit Produktionen)
- 2014: Karhunkierros auf Untamed And Eternal (MP3; Bindrune Recordings)
- 2016: Ruinenfelder auf Kapitel 1 (CD; Nordvis Produktion)
- 2017: Karhunkierros auf Painfull Pleassures (CD; The Pain Fucktory Records)

## Musikvideos
- 2023: The Pit (Regie/Produktion: Mascha Deikova und Oliver König)